# Adelina Paschalis-Souvestre
Adelina Paschalis-Souvestre, Adelina Paschalis-Jakubowicz com a nom de soltera, Adelina o Adela Pascali o Pascalis en algunes publicacions, (Varsòvia, 1845 o 1847 - Dresden, 23 de març de 1925) fou una cantant lírica amb un ample registre vocal que li permetia cantar papers de soprano, de mezzosoprano o de contralt, i professora de música polonesa.

## Biografia
Era descendent de Jakub Paschalis, un emigrant armeni establert a Varsòvia com a comerciant en la dècada del 1760 i ennoblit el 1791, que va prendre el cognom polonès Jakubowicz.
Adelina fou deixeble de Julián Dobrski, graduant-se al Conservatori de Varsòvia. El 1867 va marxar a fer estudis vocals a Itàlia, estudiant a Milà amb G. Corsi i Francesco Lamperti. El seu cognom artístic porta, en part, el cognom del seu marit, Auguste Souvestre, també cantant -baríton- i professor de cant.
El 15 de gener de 1869, va debutar a Cuneo, Itàlia, en l'òpera Norma de Vincenzo Bellini. El mateix any, va aparèixer a Norma a Odessa. Els anys següents va ser prima donna cantant a diverses ciutats italianes, com ara a Roma, Palerm (el 1870), Torí, Gènova, Venècia, on va cantar a la mateixa companyia lírica que el tenor espanyol Julián Gayarre, i Trieste, i també fora Itàlia, com ara a Niça (1874), Barcelona (1875). El setembre de 1874 va intervenir a Barcelona en les representacions de les òperes Jone de Errico Petrella al Teatre Circ i Maria di Rohan de Gaetano Donizetti. El 13 de juny de 1875 va debutar al Teatre Novedades de Barcelona, amb Maria di Rohan. Al Gran Teatre del Liceu interpretà el Rèquiem de Verdi el 22 d'agost de 1875, sota la direcció de Joan Goula, en l'estrena de l'obra a Catalunya. Van participar també Maria Mantilla (soprano), Giulio Ugolini (tenor) i Attilio Buzzi (baix).
Aquell any 1875 va tornar a Varsòvia, on el 28 de desembre de 1875 apareixia per primera vegada en el paper d'Amneris d'Aida de Giuseppe Verdi. El 1875-1876, va cantar Azucena a Il trovatore de Verdi, Margaret a Faust de Charles Gounod i Fides a Le Prophète de Giacomo Meyerbeer. L'abril i el maig de 1876 va actuar en actuacions d'aficionats a Lviv i al maig del mateix any en un concert a Cracòvia. El 1876 va cantar, entre d'altres, a les ciutats de Lisboa, Mèxic, l'Havana, Nova York, Frankfurt del Main, Praga i Kíev. Durant la temporada 1882-1883 va actuar en La Scala de Milà. El 1885 va anar a Lviv amb el seu marit, convidada a diverses actuacions. Durant la temporada 1885-1886 van cantar junts a Lviv.
El seu repertori va ser molt ampli i variat, destacant en els papers de Leonora (Il trovatore), Amelia i Ulrica (Un ballo in maschera de Verdi), Lucrezia Borgia i Orsini (Lucrezia Borgia de Gaetano Donizetti), Valentina i Urbain (Les Huguenots de Giacomo Meyerbeer), Norma i Adalgisa (Norma), Rachel (La juive de Fromental Halévy), Sélika (L'africaine de Meyerbeer) i Leonora (La favorite de Donizetti).
Quan es va retirar dels escenaris, va començar a ensenyar i va crear amb el seu marit, Auguste Souvestre, una escola de cant a Lviv, que van mantenir fins al 1893. Després es van traslladar a Dresden. Durant un temps, van tenir l'escola a Lugano. Van tenir com a alumnes a alguns d'excel·lents cantants polonesos i estrangers: Aga Lahowska, Matja von Niessen-Stone, Irene von Chavanne i Liesel Schuch-Ganzel.
Va morir a la ciutat de Dresden, Alemanya. En morir el seu cognom era Adelina Schiave, potser per un últim matrimoni posterior al d'Auguste Souvestre.